# Ted Kooshian
Ted Kooshian (* 8. října 1961) je americký jazzový pianista, spolupracoval s mnoha umělci, mezi které patří i Aretha Franklin, Chuck Berry, Toni Braxton, Marvin Hamlisch, Sarah Brightmanová, a Blood, Sweat and Tears.

## Diskografie
- Ted Kooshian's Standard Orbit Quartet “Underdog, And Other Stories...”
- Ted Kooshian “Ted Kooshian’s Standard Orbit Quartet”
- Ted Kooshian “Clockwork”
- Michael Andrew “A Swingerhead Christmas”
- Ed Palermo Big Band “Plays The Music of Frank Zappa”
- Ed Palermo Big Band “Take Your Clothes Off When You Dance”
- Ed Palermo Big Band “Eddy Loves Frank”
- Alexis P. Suter Band “Just Another Fool”
- Judy Barnett “Swingin”
- Judy Barnett “The Road to my Heart”
- Judy Barnett “Too Darn Hot”
- Rick Wald “Aural Heiroglyphics”
- Rick Wald 16NYC “Castaneda’s Dreams”
- Rick Wald 16NYC “Play That Thing”
- Scott Whitfield “Speaking of Love”
- Ray Marchica “A Different View”
- různí umělci “Welcome to the Jazz Café”